# Сигнал (Казатинский район)
Сигнал (укр. Сигнал) — село на Украине, находится в Казатинском районе Винницкой области.
Код КОАТУУ — 0521487207. Население по переписи 2001 года составляет 796 человек. Почтовый индекс — 22145. Телефонный код — 4342.
Занимает площадь 11,48 км².

## Адрес местного совета
22142, Винницкая область, Казатинский р-н, с.Соколец, ул.Ленина, 10